# جی آر (هنرمند)
جی آر (فرانسوی: JR‎؛ زادهٔ ۲۲ فوریهٔ ۱۹۸۳) کارگردان و عکاس اهل فرانسه است.

## فیلمشناسی
- چهره‌ها، روستاها